# Edge Hill
Edge Hill és una població dels Estats Units a l'estat de Geòrgia. Segons el cens del 2000 tenia 30 habitants.

## Demografia
Segons el cens del 2000, Edge Hill tenia 30 habitants, 11 habitatges, i 9 famílies. La densitat de població era de 61 habitants/km².
Per edats la població es repartia de la següent manera: un 26,7% tenia menys de 18 anys, un 3,3% entre 18 i 24, un 23,3% entre 25 i 44, un 23,3% de 45 a 60 i un 23,3% 65 anys o més.
L'edat mediana era de 44 anys. Per cada 100 dones de 18 o més anys hi havia 83,3 homes.
La renda mediana per habitatge era de 58.125 $ i la renda mediana per família de 59.375 $. Els homes tenien una renda mediana de 29.375 $ mentre que les dones 26.250 $. La renda per capita de la població era de 19.409 $. Entorn del 18,2% de les famílies i el 9,3% de la població estaven per davall del llindar de pobresa.

## Poblacions més properes
El següent diagrama mostra les poblacions més properes.